# Radroute 5 (Hamburg)

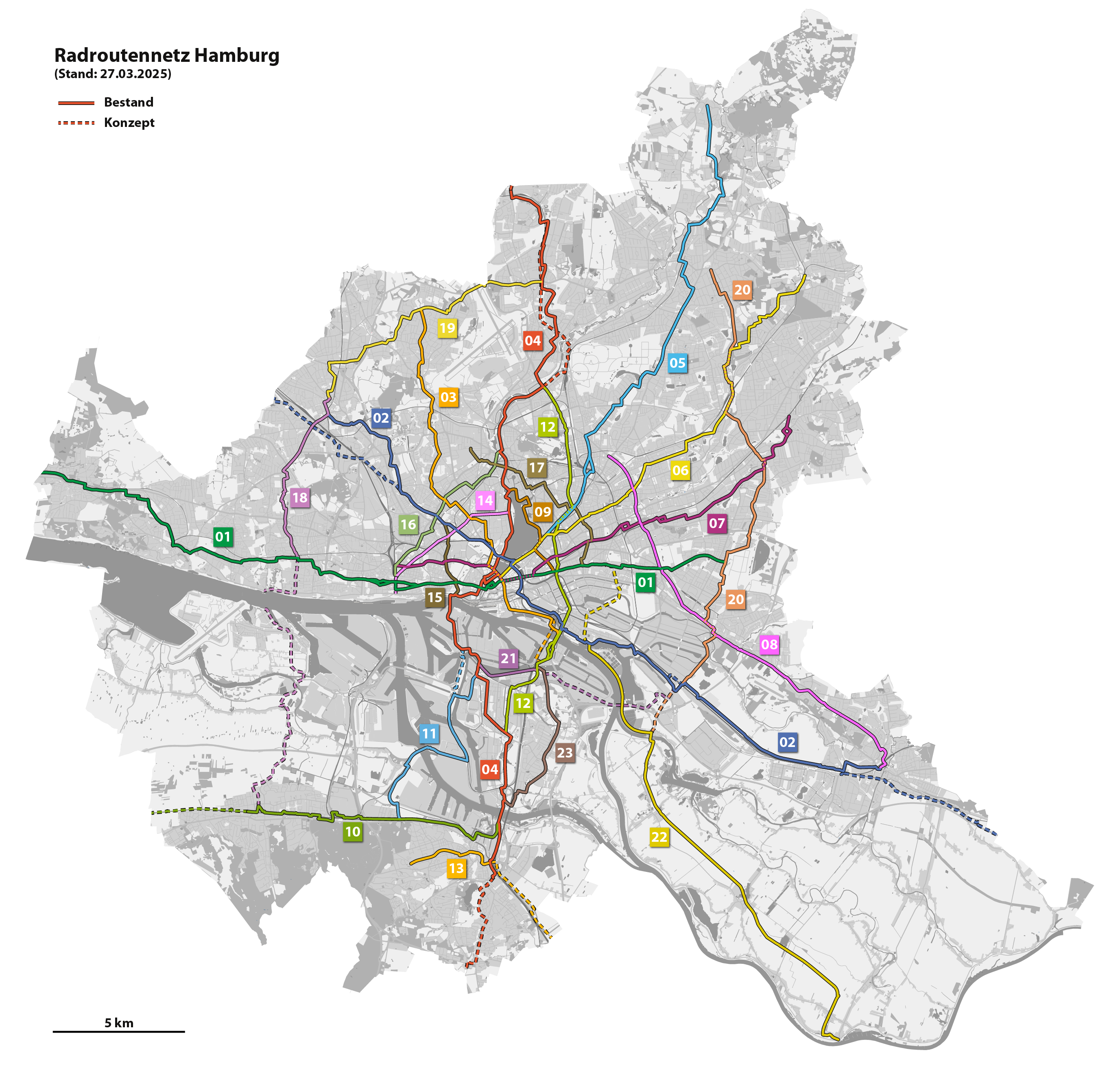
Radroute 5 (in Hellblau) im Radroutennetz von Hamburg

Die Radroute 5 gehört zum Radverkehrsnetz der Stadt Hamburg. Sie führt von der Mundsburger Brücke in Uhlenhorst Richtung Nordnordosten über Barmbek, Bramfeld, Poppenbüttel und Sasel nach Duvenstedt.

## Verlauf
An der Mundsburger Brücke verläuft die vom Jungfernstieg kommende Radroute 6 nach Nordosten entlang des Eilbekkanals. Richtung Norden startet die Radroute 5 und verläuft geradeaus längs des Mundsburger Dammes, an den Mundsburg-Türmen und dem Shopping-Center Hamburger Meile vorbei. Von der Hamburger Straße über die Reesestraße und das Bezirksamt Hamburg Nord wird der Bahnhof Hamburg-Barmbek erreicht. Nördlich davon geht es über die Fuhlsbüttler Straße weiter. An der Ring-2-Brücke biegt die Radroute 5 auf die Straße Langenfort Richtung Steilshoop ab. Hinter Steilshoop verläuft sie am Bramfelder See und dem östlichen Eingang des Friedhofs Ohlsdorf entlang bis Wellingsbüttel. Hier verschwenkt die Route nach Nordwesten zum S-Bahnhof Poppenbüttel, von wo sie weiter nach Norden über die Alte Mühle bis nach Duvenstedt verläuft.

## Vorläufer Veloroute 5
Anfang 2025 wurde das Radwegenetz von Hamburg umstrukturiert. Die Radroute 5 verläuft größtenteils auf der Strecke der ehemaligen Veloroute 5 ohne deren Abschnitt zwischen Jungfernstieg und Mundsburger Brücke, der jetzt die Radroute 6 ist, und ohne den Abzweig von der Hamburger Straße über die Saarlandstraße nach Alsterdorf zur Veloroute 4, der von der Radroute 12 übernommen wurde.
Die Veloroute 5 war nicht auf ganzer Strecke ausgeschildert.

## Ausbau
Die Radroute 5 ist (Stand Mai 2025) größtenteils fertig ausgebaut, jedoch noch nicht beschildert. Die Beschilderung soll bis Anfang 2026 erfolgen.
Es sind sowohl Abschnitte mit separatem Radweg als auch mit Schutzstreifen vorhanden.
| Stadtviertel | Straße            |
| ------------ | ----------------- |
| Bergstedt    | Rodenbeker Straße |
| Sasel        | Alte Mühle        |
| Sasel        | Saseler Damm      |
| Sasel        | Frahmredder       |
| Bramfeld     | Fabriciusstraße   |
| Barmbek-Nord | Poppenhusenstraße |
| Barmbek-Süd  | Reesestraße       |
| Mundsburg    | Hamburger Straße  |

## Filme
- Radroute 5 bei veloroute.hamburg